# Ruder-Club-Havel Brandenburg

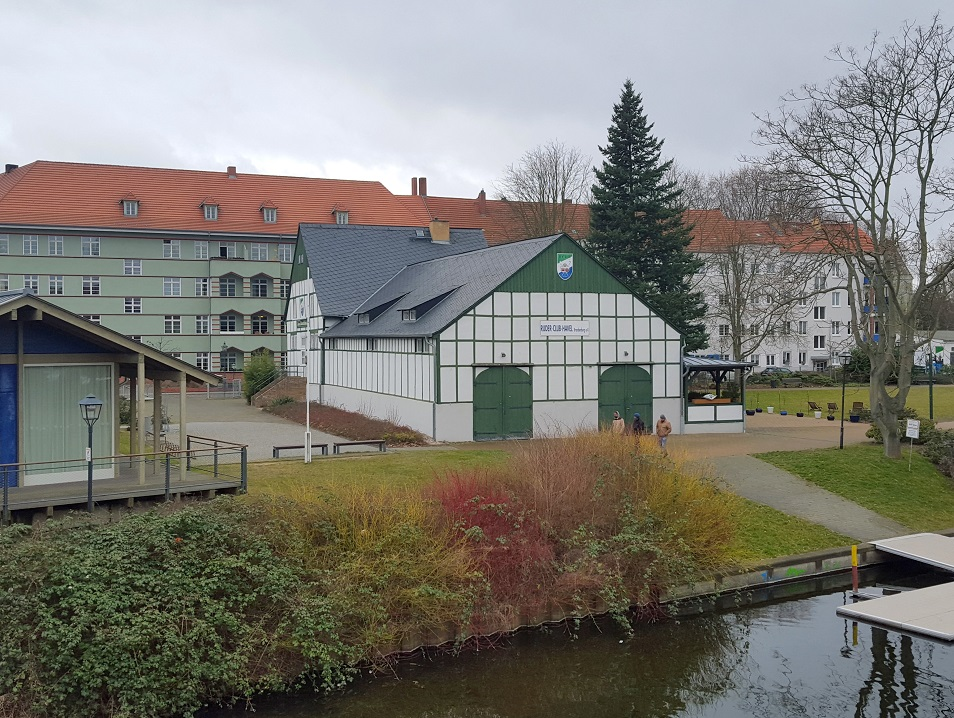
Bootshaus des R.C.H.B. in der Hammerstraße beziehungsweise an der Näthewinde

Der Ruder-Club-Havel Brandenburg (R.C.H.B.) ist ein Sportverein in der Stadt Brandenburg an der Havel. Er bestand von 1906 bis zum Ende des Zweiten Weltkriegs und wurde nach der politischen Wende in der DDR 1990 wiedergegründet. In der Zeit der DDR wurde der Klub als Sektion Rudern zunächst der ZSG Werner Seelenbinder Brandenburg und dann der BSG Einheit Brandenburg angegliedert. Beim Ruder-Club-Havel Brandenburg wird sowohl Leistungs- als auch Breitensport betrieben.

## Geschichte
Der Ruder-Club-Havel Brandenburg wurde am 18. Mai 1906 gegründet. Zum ersten Vereinsvorsitzender wählte man Otto Dörge. Im Jahr 1910 startete der Ruderclub erstmals bei einer Regatta. Austragungsort war Calbe an der Saale. Das Bootshaus des Vereins befand sich zunächst am Beetzsee, später auf der Kleins Insel an der Havel. Am 16. Oktober 1921 wurde ein neues Bootshaus in der Hammerstraße an der Nähtewinde, einem Seitenarm der Havel, eröffnet. Fünf Jahre später, 1926 verfügte der Club über 23 Ruderboote, 1 Motorboot und hatte 248 Mitglieder.
Zum Ende des Zweiten Weltkriegs wurde das Bootshaus durch einige Granatentreffer beschädigt. Unbeschädigte Boote wurden vor sowjetischen Soldaten versteckt. Da Sportvereine zunächst verboten waren, trainierte der ehemalige R.C.H.B. als sogenannter Freier Wassersport, Sparte Rudern weiter. Am 17. Juli 1949 wurde Günther Sniegowski bei den Ostzonen-Rudermeisterschaften in Berlin-Grünau Vizemeister im Einer. Er startete für die in diesem Jahr gegründeten und im darauf folgenden Jahr wieder aufgelösten ZSG Werner Seelenbinder Brandenburg.
1950 wurde die BSG Einheit Brandenburg gegründet, welche die Sektion Rudern in der Tradition des Ruder-Club-Havel übernahm. In den folgenden Jahrzehnten gewannen mehrere Sportler der Einheit Medaillen bei nationalen Titelkämpfen. So wurden Jakob Kopf, Jürgen John, Peter Rynkowski und Jörg Hoffmann 1963 DDR-Meister im Leichtgewichts-Vierer ohne Steuermann. Viele bekannte Ruderer wie beispielsweise die zweifachen Olympiasieger und vierfachen Weltmeister Jörg Landvoigt und Bernd Landvoigt begannen ihre Laufbahn bei der BSG Einheit. Weitere nationale oder internationale Medaillengewinner, die über die Einheit zum Rudersport kamen, waren Jörg Friedrich, Hans-Joachim Borzym, Dietmar Schiller, Carola Lichey, Barbara Reichel und Martina Fink.
Am 18. Juni 1969 wurde auf dem Beetzsee die Regattastrecke Beetzsee eröffnet. Das Prestigeobjekt kostete etwa 6 Millionen Mark. Die Bauzeit betrug etwa zwanzig Monate und 750.000 Mark wurden durch Eigenleistungen von Sportlern und der Brandenburger Bevölkerung erbracht.
Am 1. Juni 1990 löste sich die Sektion Rudern aus der BSG Einheit heraus und man gründete den Verein Ruder-Club-Havel Brandenburg neu. Jedoch wurde dem Verein eine Rückerstattung der während der sowjetischen Besatzung enteigneten Immobilien gerichtlich verweigert. Das Boots- und Vereinshaus blieben in kommunalem Eigentum und wurden dem Ruderverein verpachtet. Nach Jahren mit nur wenigen beziehungsweise weniger bedeutenden sportlichen Erfolgen, gewannen seit dem Ende der 1990er Jahre wiederholt Brandenburger Ruderer Medaillen bei Titelkämpfen. Beispielsweise wurde Lars Beilfuß, nachdem er 1998 noch die Vizemeisterschaft gewann, 1999 und 2000 Deutscher Meister im Zweier mit Steuermann in einer Renngemeinschaft im Zweier mit Steuermann und kam 1999 beim Ruder-Weltcup auf dem Rotsee bei Luzern auf den Bronzerang. Am 31. Mai 2002 wurde der Ruder-Club-Havel Teil des Landesstützpunktes Rudern, dem neben dem R.C.H.B. der Ruderclub Plaue/Havel und der Rathenower Ruder-Club Wiking angehören.
Bei den Europameisterschaften im Jahr 2015 gewann die R.C.H.B.-Ruderin Ronja Fini Sturm in einer Renngemeinschaft mit Marie-Louise Dräger im Leichtgewichts-Doppelzweier die Silbermedaille. Bei den Weltmeisterschaften im selben Jahr kamen beide auf den sechsten Rang. Ein Jahr zuvor hatte sie bei den U23-Weltmeisterschaften in einer Renngemeinschaft mit Samantha Nesajda, Carolin Franzke und Franziska Kreutzer den Titel im Leichtgewichts-Doppelvierer gewonnen. 2016 wiederholte sie auf dem Beetzsee den Erfolg des Vorjahres und gewann bei der Europameisterschaft abermals Silber.

## Sportliche Erfolge
- Günther Sniegowski: Vizemeister im Einer bei den Ostzonen-Rudermeisterschaften 1949 (ZSG Werner Seelenbinder Brandenburg)
- Inge Bauerfeind und Lucie Hummel: DDR-Vizemeister 1951, Bronzemedaille 1952 im Doppelzweier (BSG Einheit Brandenburg)[9]
- Horst Greulich, Manfred Höfer, Werner Wernicke, Harry Gahren und Steuermann Günter Meltendorf: DDR-Vizemeister 1952 im Vierer mit Steuermann (BSG Einheit Brandenburg)[10]
- Jakob Kopf, Jürgen John, Peter Rynkowski und Jörg Hoffmann: DDR-Meister 1963 im Leichtgewichts-Vierer ohne Steuermann (BSG Einheit Brandenburg)[3]
- Rainer Dulich, Günter Habeck, Peter Rynkowski, Lutz Stübing und Steuermann Klaus Moch: 1964 Bronzemedaille bei den DDR-Meisterschaften im Leichtgewichts-Vierer mit Steuermann (Renngemeinschaft der BSG Einheit Brandenburg mit der BSG Motor Plaue)[11]
- Steffi Donner: Erfolge auf Juniorenebene von 1997 bis 2000; danach Gewinn der Bronzemedaille beim Deutschen Meisterschaftsrudern 2001 mit einer Renngemeinschaft im Leichtgewichts-Vierer ohne Steuerfrau[12]
- Lars Beilfuß: Vizemeister 1998 und Deutscher Meister 1999 sowie 2000 im Zweier mit Steuermann in Renngemeinschaft; im Jahr 1999 Bronze beim Ruder-Weltcup auf dem Rotsee bei Luzern in derselben Bootsklasse
- Jens Beilfuß: Deutscher Vizemeister im Zweier mit Steuermann 2000 in Renngemeinschaft[5]
- Peter Krüger: Deutscher Vizemeister im Leichtgewichts-Doppelvierer 2004 in Renngemeinschaft
- Max Röger: Deutscher Vizemeister im Leichtgewichts-Zweier ohne Steuermann 2008 in Renngemeinschaft[13]
- Tobias Oppermann: Deutscher Vizemeister im Achter 2011 in Renngemeinschaft[14]
- Ronja Fini Sturm: U23-Weltmeisterin im Leichtgewichts-Doppelvierer 2014, Vizeeuropameisterin im Leichtgewichts-Doppelzweier 2015 und 2016 in Renngemeinschaft[8], Deutsche Vizemeisterin im Leichtgewichts-Einer 2016[15], WM-Dritte 2018 und 2019 im Leichtgewichts-Doppelvierer
- Sarah Wibberenz 2019 Silber Junioren-Weltmeisterschaften Tokio , Gold Junioren-Europameisterschaften